# Henri Pahud
Henri Pahud (* 24. Dezember 1885 in Prilly; † 21. August 1970 in Lausanne, heimatberechtigt in Bioley-Magnoux) war ein Schweizer Unternehmer und Politiker (FDP).

## Leben
Der Sohn eines Landwirtes besuchte die kaufmännische Ausbildung in Paris und Freiburg im Breisgau. Pahud arbeitete im Mineralwasser- und Bierbereich in Lausanne und war zusätzlich Handelsvertreter der Brauerei Warteck. Im Jahre 1916 wurde er bei der Henniez Lithinée SA zum Direktor ernannt. Er unternahm sehr viel, damit die kriselnde Firma saniert werden konnte. Erfolgreich führte er die Mineralwasserfirma zum Erfolg, denn ab 1922 wurde sein Mineralwasser in der gesamten Schweiz verkauft. Henri Pahud war bis 1964 Verwaltungsratsdelegierter und übergab später die Führung an seinen Neffen Edgar Rouge.
Henri Pahud war ferner Gemeindepräsident von Henniez und war im Verwaltungsrat der Banque vaudoise de crédit.